# Robert Bopolo Bogeza
 (mai 2021).
Améliorez-le ou discutez des points à vérifier. 
 Robert Bopolo Bogeza  est un homme politique de la république démocratique du Congo et ministre national de l'Environnement et du Développement rural au sein du gouvernement Matata I ,.  